# Кобижчі
Кобижчі — проміжна станція 5 класу Київської дирекції Південно-Західної залізниці. Розташована у селі Кобижча Чернігівської області на лінії Київ-Пасажирський — Ніжин між зупинними пунктами Січових стрільців та Космічна.
Виникла станція 1894 року та електрифікована 1964 року.
Вокзал має 2 основні та 4 допоміжні колії. На станції зупиняються електропоїзди, регіональні поїзди, однак поїзди далекого сполучення на станції не зупиняються.
Орієнтовно до 2009-го року від станції існувало відгалуження до цукрового заводу який знаходився у селі Новий Биків. Вантажні перевезення по цій лінії виконувались до 2007-го року, пасажирські до кінця 1999-го року.